# Liste der olympischen Hockeystadien
Die Liste der olympischen Hockeystadien umfasst alle Stadien, in denen olympische Hockeyturniere ausgetragen wurden. Wenn verschiedene Stadien genutzt wurden, ist das Stadion genannt, in dem das Endspiel stattfand. Die Anzahl Plätze bezieht sich auf den Zeitraum der Olympischen Spiele.
Die Liste ist sortierbar: durch Anklicken eines Spaltenkopfes wird die Liste nach dieser Spalte sortiert, zweimaliges Anklicken kehrt die Sortierung um.
| Jahr | Gastgeber      | Stadion                     | Plätze  | Bemerkungen                                                               |
| ---- | -------------- | --------------------------- | ------- | ------------------------------------------------------------------------- |
| 1908 | London         | White City Stadium          | 66.000  | Hauptstadion der Spiele                                                   |
| 1920 | Antwerpen      | Olympisch Stadion           | 40.000  | Hauptstadion der Spiele                                                   |
| 1928 | Amsterdam      | Olympisch Stadion           | 22.288  | Hauptstadion der Spiele                                                   |
| 1932 | Los Angeles    | Memorial Coliseum           | 101.574 | Hauptstadion der Spiele                                                   |
| 1936 | Berlin         | Hockey-Olympiastadion       | 18.000  | erstes spezielles Hockeystadion für die Spiele                            |
| 1948 | London         | Empire Stadium              | 127.000 | altes Wembley-Stadion, Hauptstadion der Spiele                            |
| 1952 | Helsinki       | Helsingin Velodromi         | 7.200   | nur für die Spiele von Hockey genutzt                                     |
| 1956 | Melbourne      | Melbourne Cricket Ground    | 100.024 | Hauptstadion der Spiele, Vorrundenspiele im Eastern Sportsground          |
| 1960 | Rom            | Velodromo Olimpico          | 17.660  | seit 1968 ungenutzt, 2008 abgerissen                                      |
| 1964 | Tokio          | Komazawa Hockey Field       | 2.056   | mit drei Plätzen                                                          |
| 1968 | Mexiko-Stadt   | Estadio Municipal           | 7.360   |                                                                           |
| 1972 | München        | Hockeyanlage im Olympiapark | 10.000  |                                                                           |
| 1976 | Montreal       | Stade Percival-Molson       | 19.500  | temporäres Hockeystadion, erstmals mit Kunstrasen für die Spiele          |
| 1980 | Moskau         | Kleine Sportarena Dynamo    | 10.000  |                                                                           |
| 1984 | Los Angeles    | Weingart Stadium            | 20.365  |                                                                           |
| 1988 | Seoul          | Seongnam Stadium            | 27.000  |                                                                           |
| 1992 | Barcelona      | Estadi Olímpic de Terrassa  | 11.500  |                                                                           |
| 1996 | Atlanta        | Alonzo Herndon Stadium      | 15.000  |                                                                           |
| 2000 | Sydney         | State Hockey Centre         | 15.000  | 1998 erbautes Sportstadion mit 8.000 Plätzen                              |
| 2004 | Athen          | Olympic Hockey Centre       | 5.200   | nach den Spielen nicht mehr genutzt                                       |
| 2008 | Peking         | Olympic Green Hockeyanlage  | 17.000  | nach den Spielen abgerissen                                               |
| 2012 | London         | Riverbank Arena             | 16.000  | temporäres Hockeystadion, Nachnutzung als Hockeystadion mit 5.000 Plätzen |
| 2016 | Rio de Janeiro | Olympic Hockey Center       | 8.000   | nach den Spielen auf 2.500 Plätze zurückgebaut                            |

## Bildergalerie

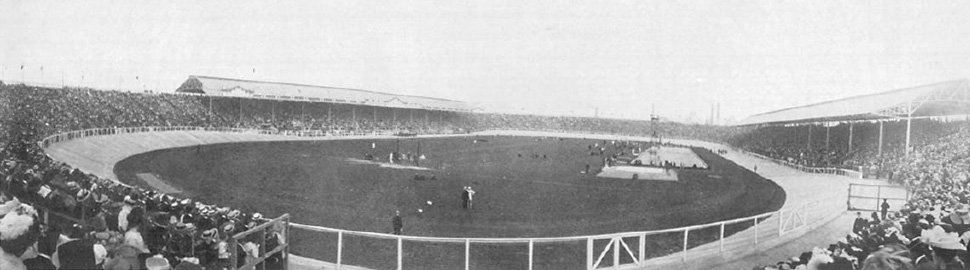
1908 London: White City Stadium (Foto 1908)
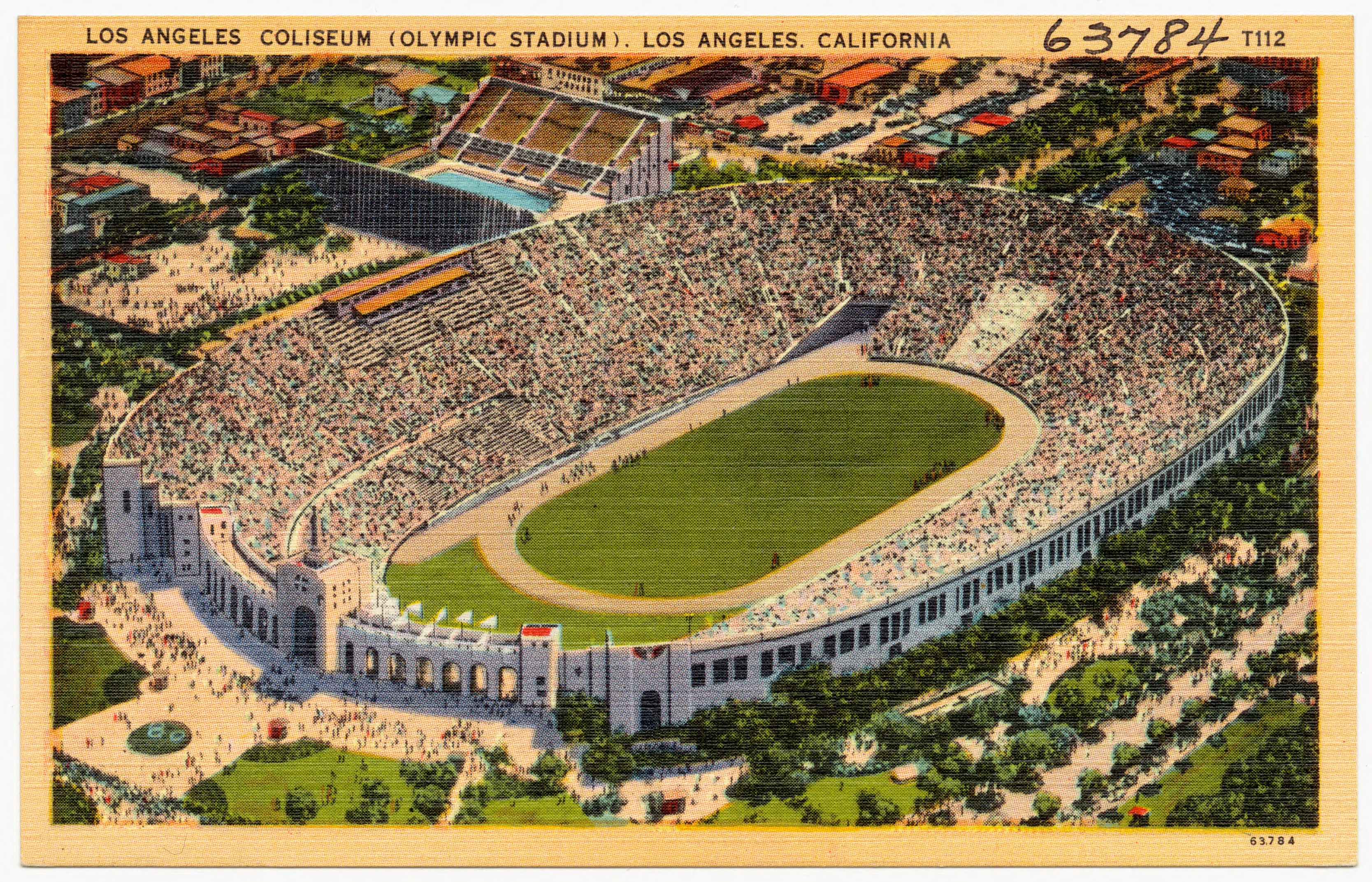
1932 Los Angeles: Coliseum (Foto etwa 1930 bis 1945)
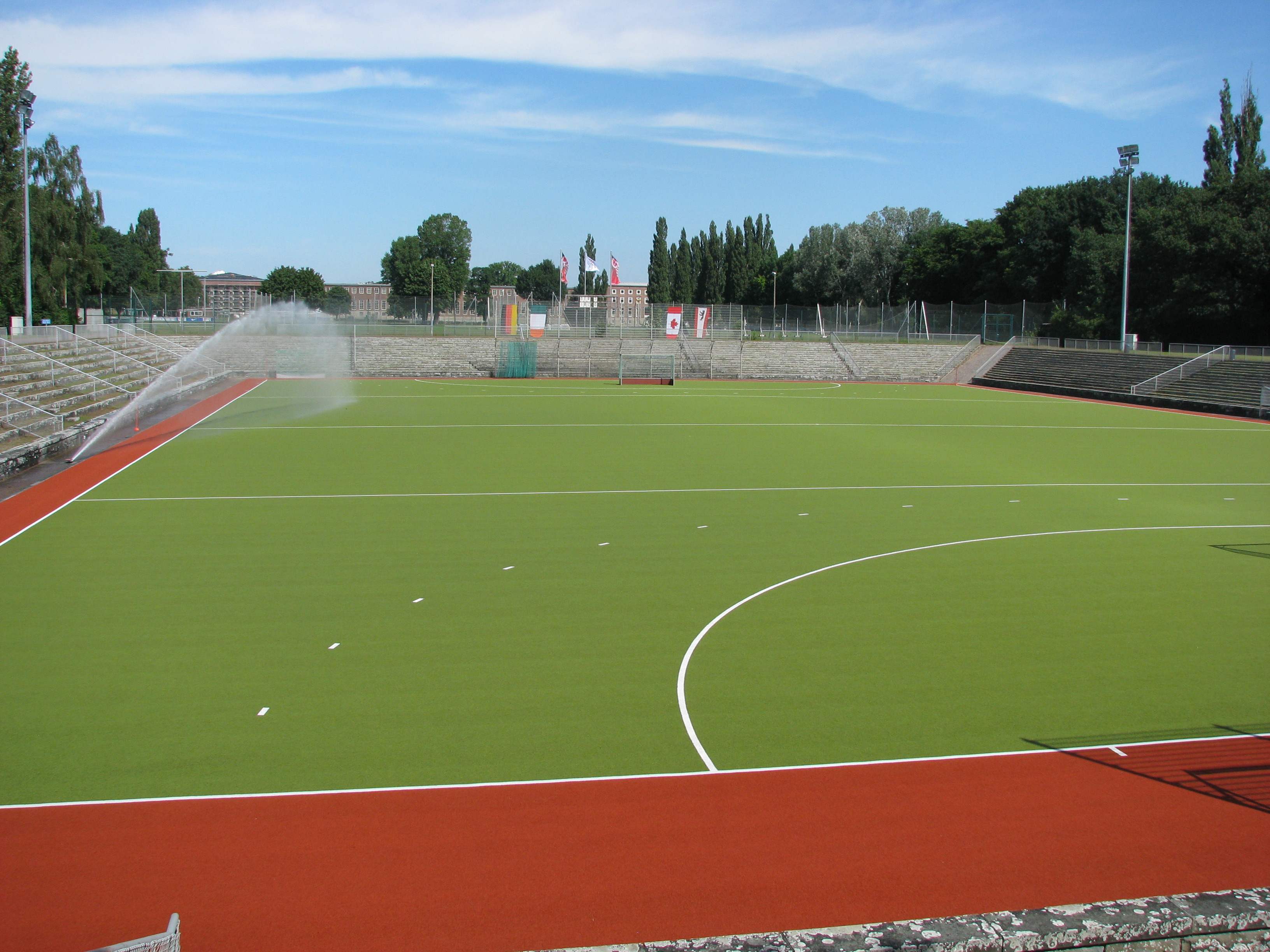
1936 Berlin: Hockey-Olympiastadion (Foto 2012)
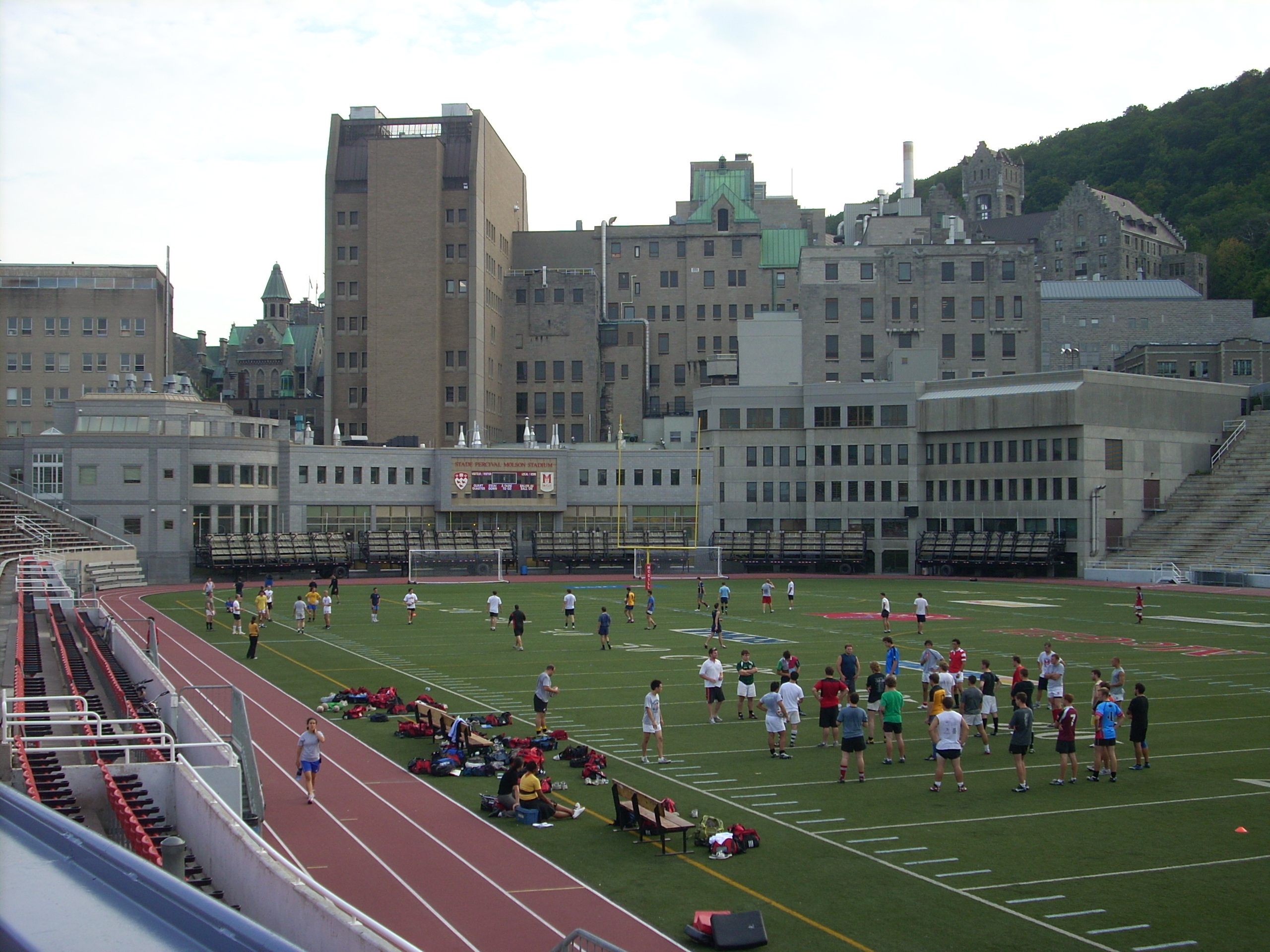
1976 Montreal: Stade Percival-Molson (Foto 2008)
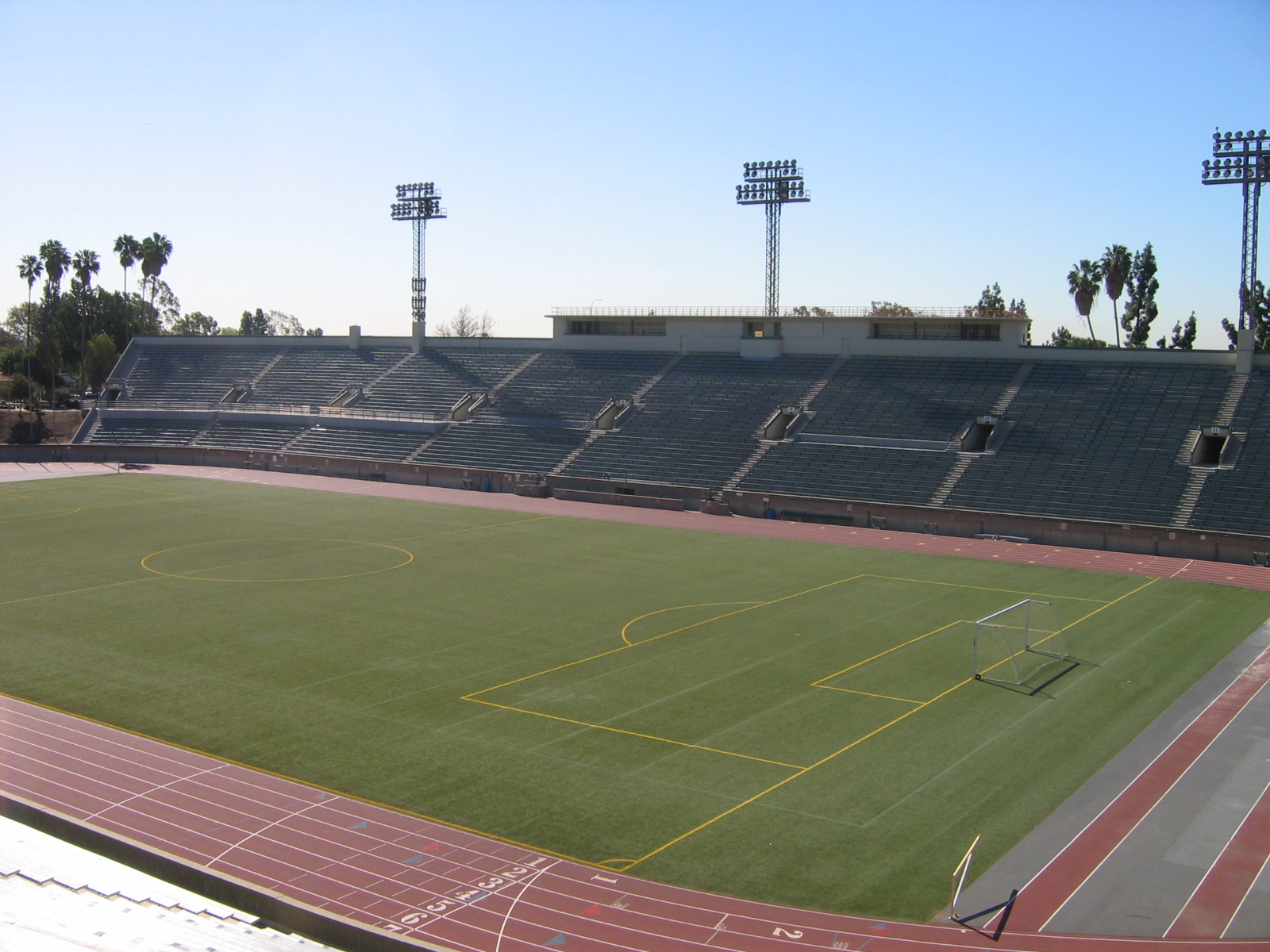
1984 Los Angeles: Weingart Stadium (Foto 2008)
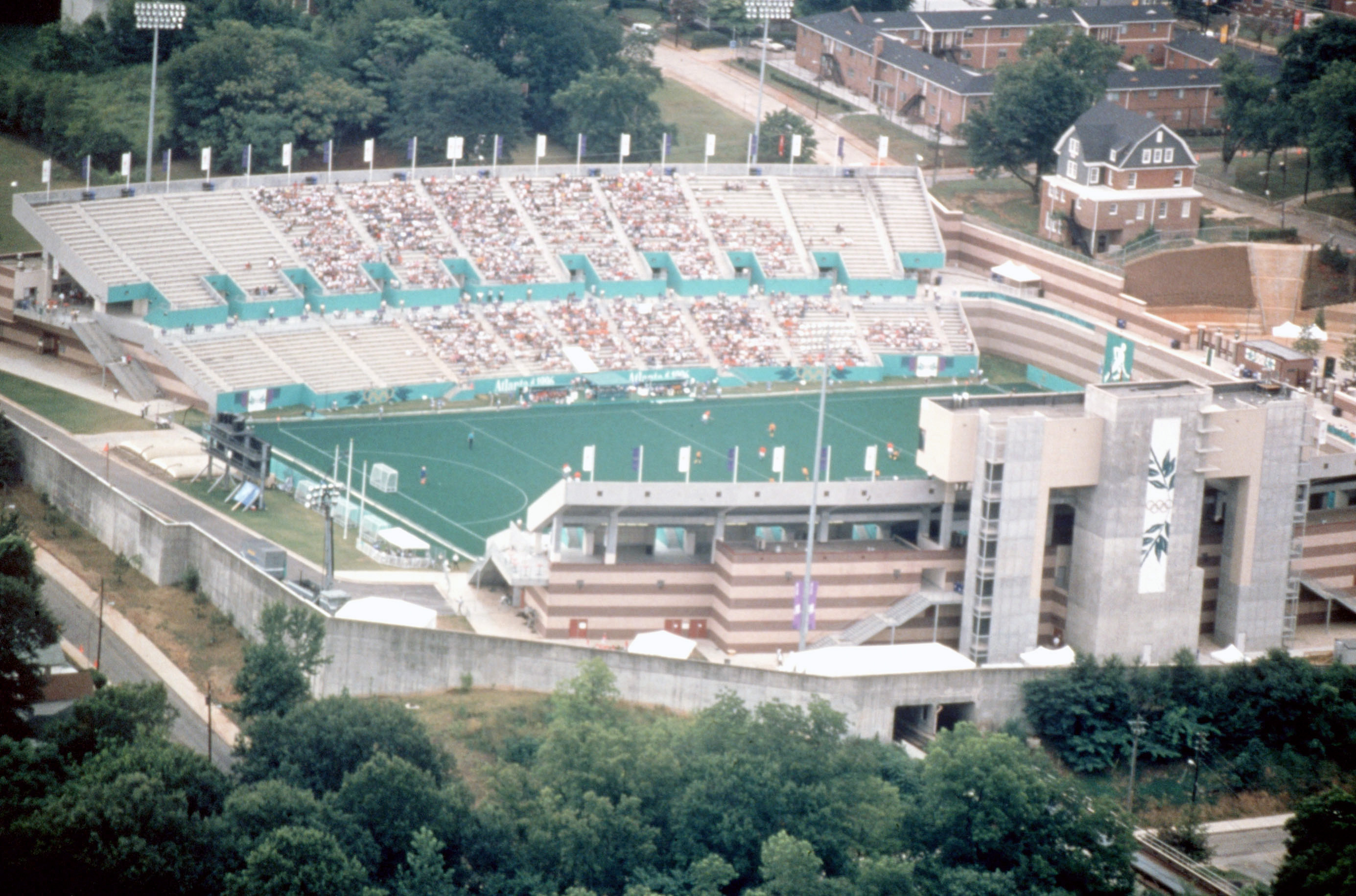
1996 Atlanta: Morris Brown College Stadium (Foto 2008)
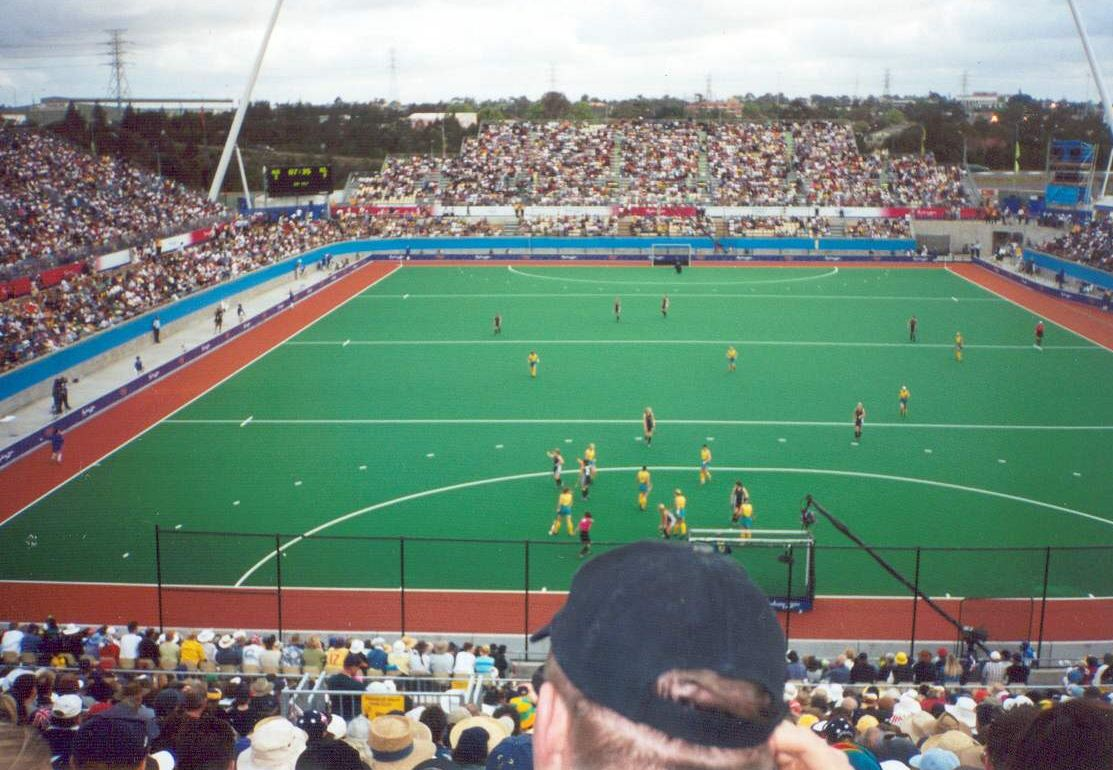
2000 Sydney: Olympic Hockey Centre (Foto 2000)
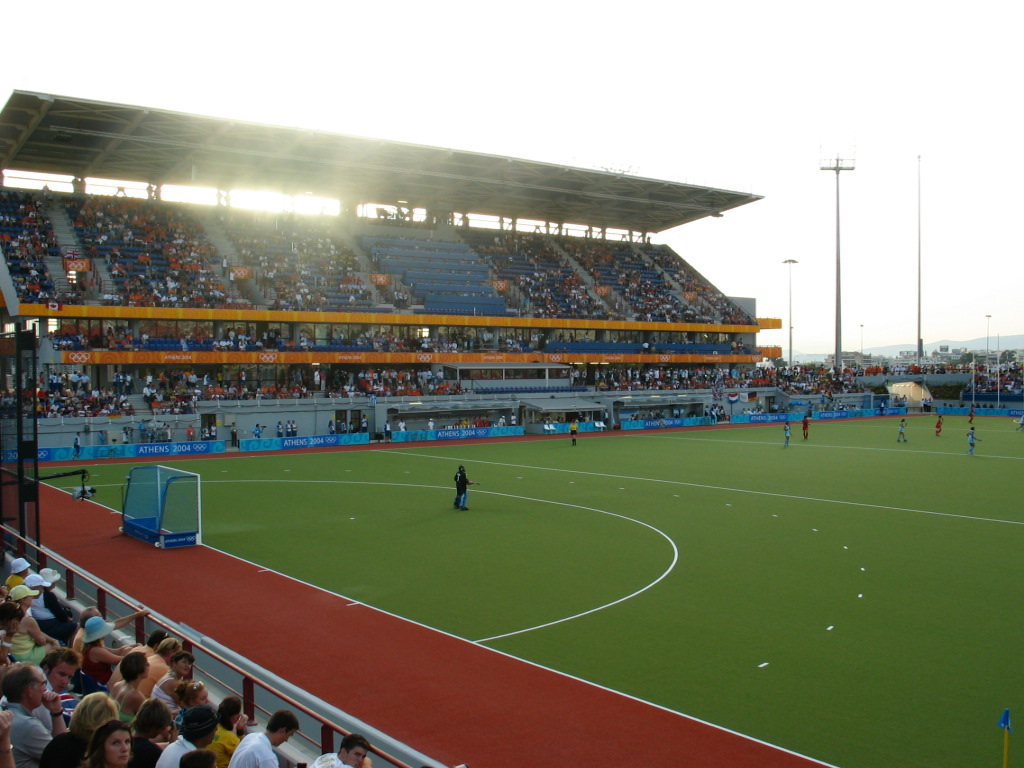
2004 Athen: Olympic Hockey Centre (Foto 2004)
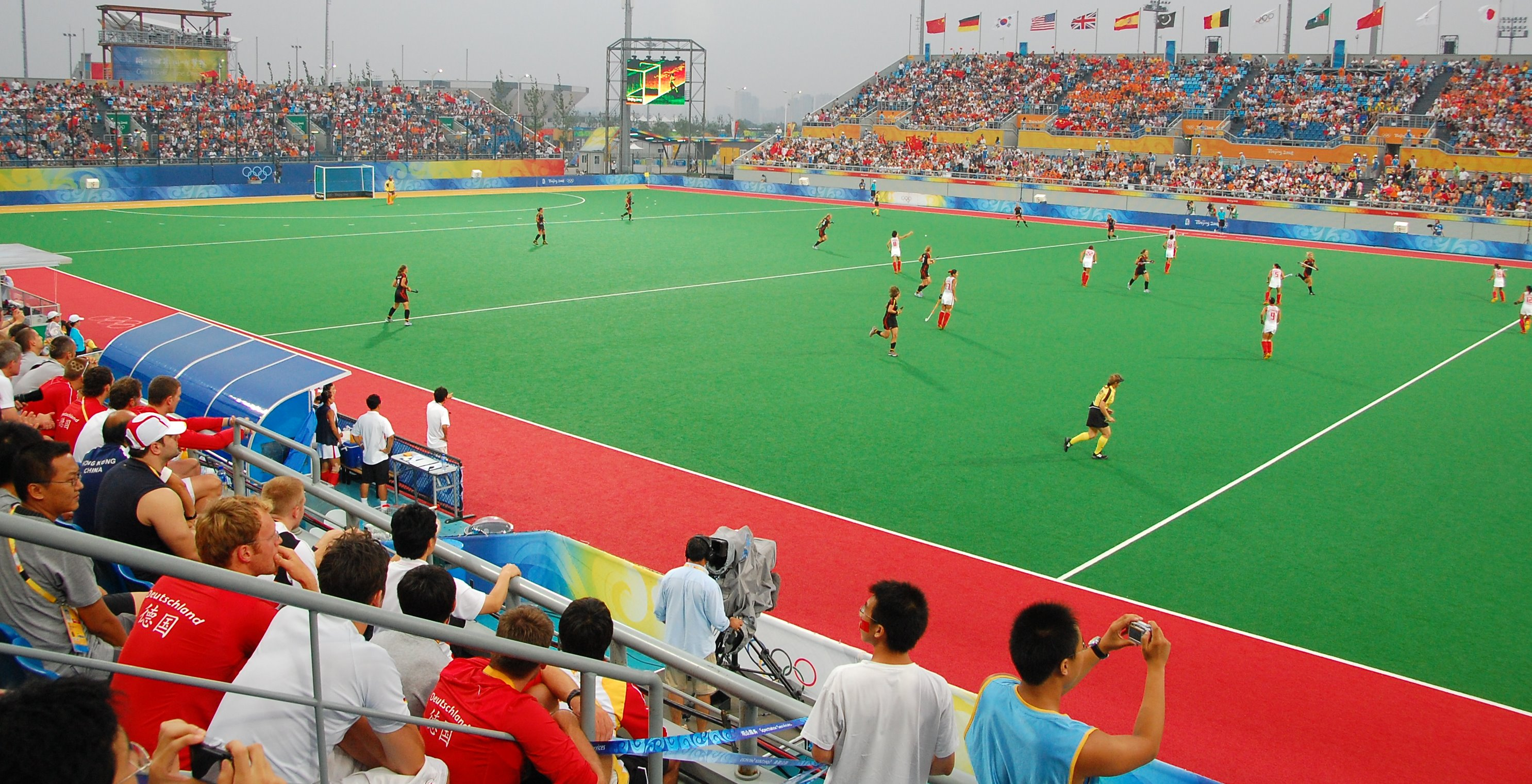
2008 Peking: Olympic Green Hockeyanlage (Foto 2008)
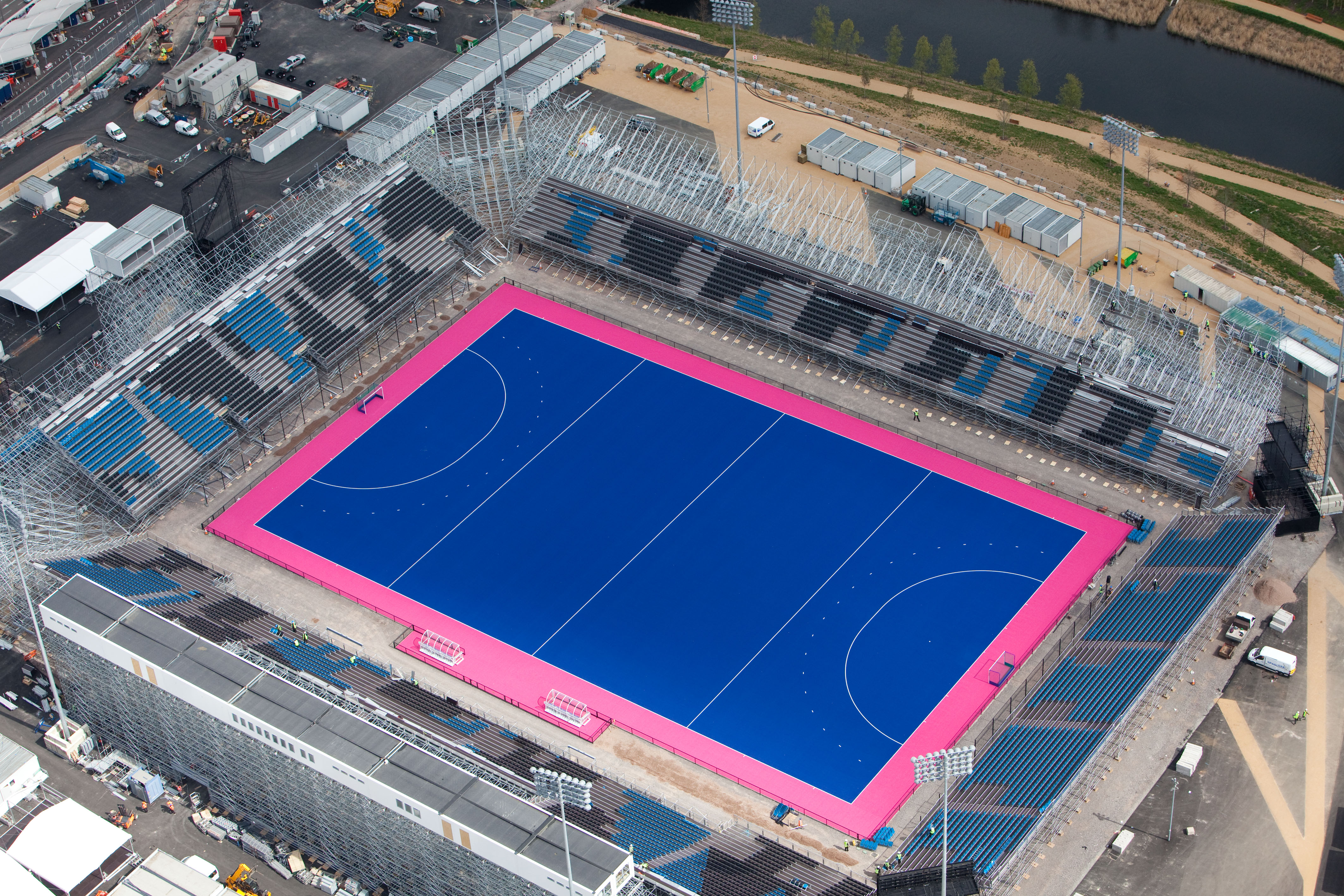
2012 London: Riverbank Arena (Foto 2012)
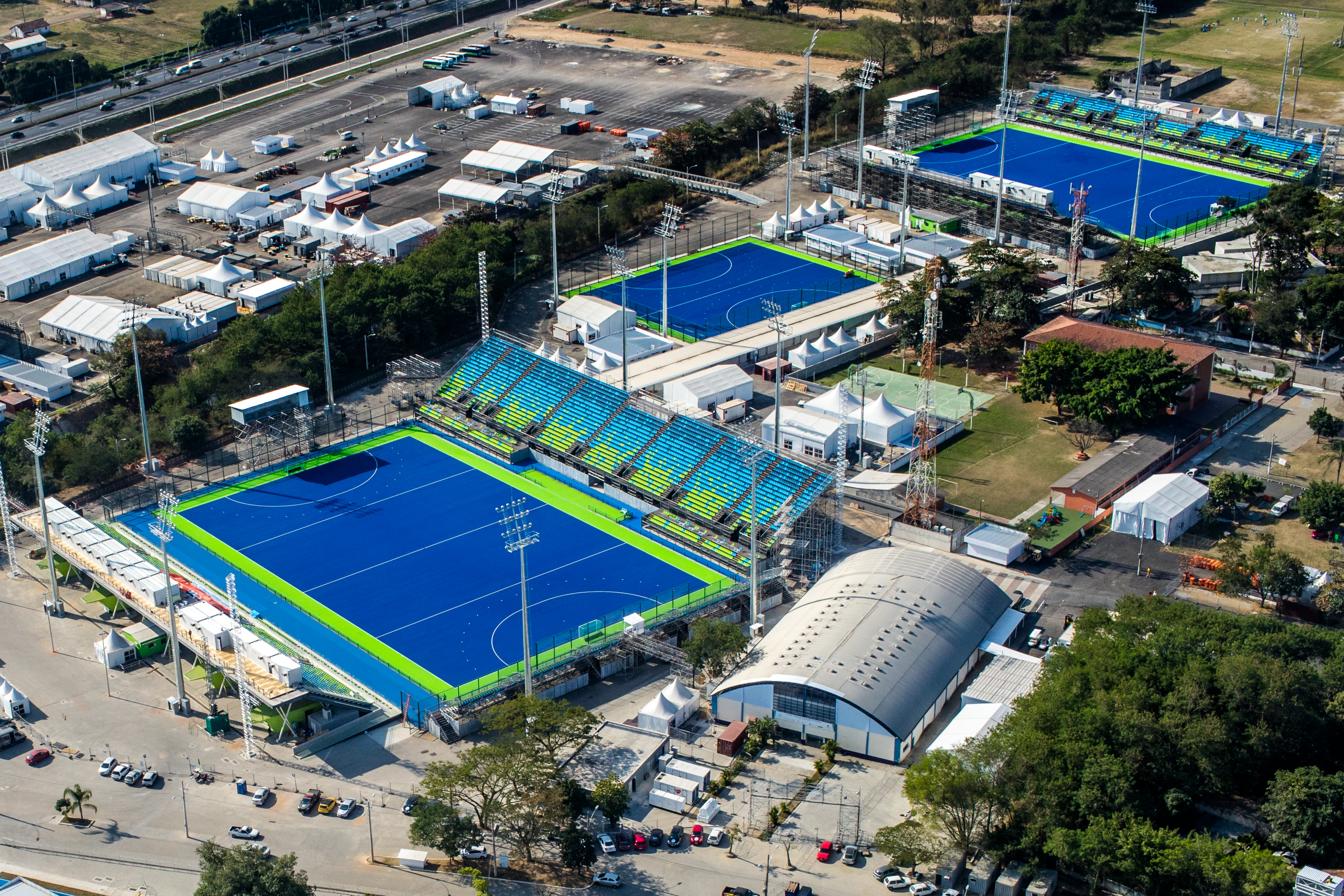
2016 Rio de Janeiro: Olympic Hockey Center (Foto 2016)